# Reprezentacja Peru w piłce siatkowej mężczyzn
Reprezentacja Peru w piłce siatkowej mężczyzn - narodowa drużyna reprezentująca Peru w rozgrywkach międzynarodowych. W latach 50, 70 oraz 90 XX wieku, drużyna Peru była jedną z najlepszych drużyn w Ameryce Południowej, jednakże w ciągu następnych lat dominacje na kontynencie zdobyły drużyny Brazylia oraz Argentyny. Obecnie drużyna przechodzi znaczący kryzys przez utraciła kontakt z innymi drużynami w regionie takimi jak Wenezuela czy Chile. Drużyna zajmuje 127. miejsce (lipiec 2014) w rankingu FIVB.
Do największych sukcesów zespołu peruwiańskiego zalicza się dwa medale Mistrzostw Ameryki Południowej oraz 14 miejsce na olimpiadzie w 1960 roku. 

## Osiągnięcia

### Mistrzostwa Ameryki Południowej
3. miejsce - 1951, 1961